# Lewis Grassic Gibbon

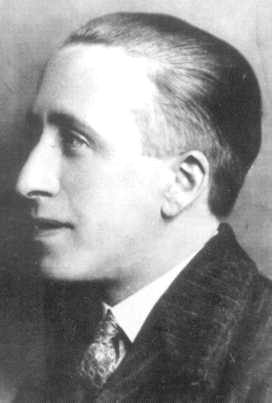
Lewis Grassic Gibbon.

Lewis Grassic Gibbon, pseudonimo di James Leslie Mitchell (Auchterless, 13 febbraio 1901 – Welwyn Garden City, 7 febbraio 1935), è stato uno scrittore scozzese.

## Biografia
Nato a Auchterless e cresciuto a Arbuthnott e successivamente nel Kincardineshire (contea legata all'Aberdeenshire), Mitchell ha iniziato a lavorare come giornalista per l'Aberdeen Journal e per lo Scottish Farmer all'età di 16 anni. Nel 1919 entra a far parte della Royal Army Service Corps e prestò servizio in Iran, India ed Egitto prima di arruolarsi nella Royal Air Force nel 1920. Nella RAF lavorò come impiegato e trascorse qualche tempo in Medio Oriente. Sposò Rebecca Middleton nel 1925, con la quale si stabilì a Welwyn Garden City. Iniziò a scrivere a tempo pieno nel 1929. Mitchell scrisse numerosi libri e opere più brevi, sia sotto il suo vero nome che con il suo pseudonimo, prima della morte precoce avvenuta nel 1935 per una peritonite causata da un'ulcera perforante.
Mitchell attirò l'attenzione grazie ai suoi primi scritti, in particolare di H. G. Wells, ma fu la sua trilogia intitolata A Scots Quair, e in particolare il suo primo libro Sunset Song (Canto del tramonto), nel quale impresse il suo marchio di autore. A Scots Quair con la sua combinazione di realismo narrativo e il lirico uso del dialetto è considerato tra le opere che simboleggiano il Rinascimento scozzese del XX secolo.
Il Grassic Gibbon Centre fu stabilito ad Arbuthnott nel 1991 per commemorare la vita dell'autore.